# ألان دين (منافس ألعاب قوى)
ألان دين (بالإنجليزية: Alan Dean)‏ هو منافس ألعاب قوى بريطاني، ولد في 26 يناير 1940.

## وصلات خارجية
- ألان دين على موقع أوليمبيديا (الإنجليزية)
- ألان دين على موقع اللجنة الأولمبية البريطانية (الإنجليزية)